# Nǃxau
Nǃxau (též G!kau či Gcao Coma; 16. prosince 1944?, Tsumkwe, Namibie – 1./5. července 2003?, tamtéž) byl namibijský herec; Křovák žijící v poušti Kalahari, známý z filmové série Bohové musejí být šílení režiséra Jamie Uyse.

## Pravopis
Vykřičník v jeho jméně znamená mlaskavku.

## Život a kariéra
Podle úředních záznamů se narodil 16. prosince 1944. Datum je však nejisté, on sám přesně své datum narození neznal. Režisér Jamie Uys jej objevil pro film v roce 1980. Ztělesnil postavu Xi ve filmech Bohové musejí být šílení (The Gods Must Be Crazy), Bohové musí být šílení II (The Gods Must Be Crazy II) a v navazujících filmech Bohové se zase zbláznili (The Gods Must Be Crazy III), Crazy Hong Kong a Bohové musí být šílení i v Číně (The Gods Must Be Funny in China). Za účinkování ve svém prvním filmu dostal honorář ve výši pouhých několika set dolarů. Nedokázal jej však užít, neznaje ještě cenu peněz. Papírové peníze, v nichž dostal honorář vyplacen, nechal uletět ve větru. Za účinkování v druhém filmu si však již vyjednal honorář 80 000 dolarů.
Po ukončení filmové kariéry se živil jako rolník. Pěstoval kukuřici, banány a fazole a choval stádo skotu.
1. července 2003 se vydal do buše na lov, domů se však už nevrátil. Jeho tělo nalezli při následném pátrání rodinní příslušníci nedaleko bydliště. Policie potvrdila jeho úmrtí až 5. července. Příčina úmrtí není známa, zemřel pravděpodobně v důsledku dlouhodobého onemocnění multirezistentní tuberkulózou. Byl pohřben 12. července 2003 částečně tradičním obřadem v Tsumkwe nedaleko hrobu své druhé manželky.

## Filmografie
- Bohové musejí být šílení (The Gods Must Be Crazy) (1980) (režie Jamie Uys)
- Bohové musejí být šílení II (The Gods Must Be Crazy II) (1989) (režie Jamie Uys)
- Bohové musejí být šílení III (Fei zhou he shang, též Crazy Safari, Fei jau woh seung, The Gods Must Be Crazy III a Vampires Must Be Crazy) (1991) (režie Billy Chan)
- Heung Gong wun fung kwong (též Crazy Hong Kong, The Gods Must Be Crazy IV a Xiang Gang ye feng kuang) (1993) (režie Wellson Chin)
- Bohové se zbláznili i v Číně (Fei zhou chao ren, též Fei jau chiu yan, The Gods Must Be Crazy V a The Gods Must Be Funny in China) (1994) (režie Kin-Nam Cho a Jamie Uys)

### Dokumentární
- In Darkest Hollywood: Cinema and Apartheid (1993) (dokument, sám za sebe)